# 茵陈 (圣经)

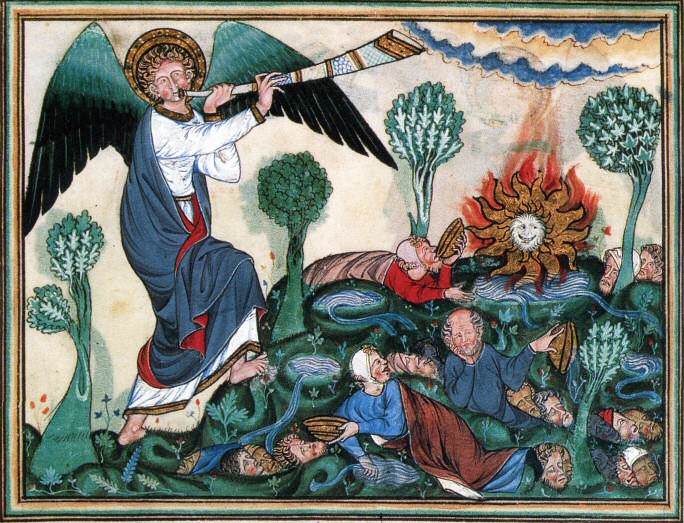
落在大地上的茵陈

茵陈是《圣经·启示录》中预言的星辰或天使。

## 植物词源学
茵陈翻译自“αψινθος ”（Apsinthos）和 “לענה”（la'anah），历史上被认为是指蒿属植物，可能是中亚苦蒿或白蒿，用来比喻味道苦涩的东西。其英文单词“wormwood”源于这种植物可以提炼深绿色的油，用于杀死肠道蠕虫（worm）。

## 圣经

### 旧约
圣经希伯来语“לענה”（la'anah）翻译成英文为“Wormwood”，在旧约圣经中出现了八次，总是与苦涩、有毒和死亡相关联。在《申命记》中，偶像崇拜或背离上帝的苦果被称为茵陈：
唯恐你們中間，或男或女，或族長或支派長，今日心裡偏離耶和華──我們的神，去事奉那些國的神；又怕你們中間有惡根生出苦菜和茵蔯來 （申命记 29:18）

在《阿摩司書》中茵陈被描绘成扭曲的正义和公正：
你們這使公平變為茵蔯、將公義丟棄於地的（阿摩司书 5:7）
馬豈能在崖石上奔跑？人豈能在那裡用牛耕種呢？你們卻使公平變為苦膽，使公義的果子變為茵蔯。（阿摩司书 6:12）

在《耶利米书》中，上帝用茵陈“喂养”他的子民和先知，作为对罪孽的审判和惩罚：
所以萬軍之耶和華──以色列的神如此說：「看哪，我必將茵蔯給這百姓吃，又將苦膽水給他們喝。」（耶利米书 9:15）
所以萬軍之耶和華論到先知如此說：「我必將茵蔯給他們吃，又將苦膽水給他們喝；因為褻瀆的事出於耶路撒冷的先知，流行遍地。」（耶利米书 23:15）

在《耶利米哀歌》中，作者将对耶路撒冷被毁的悲痛比作被迫喝茵陈：
所以萬軍之耶和華──以色列的神如此說：「看哪，我必將茵蔯給這百姓吃，又將苦膽水給他們喝。」（耶利米哀歌 3:15）
所以萬軍之耶和華論到先知如此說；「我必將茵蔯給他們吃，又將苦膽水給他們喝；因為褻瀆的事出於耶路撒冷的先知，流行遍地。」（耶利米哀歌 23:19）

在《箴言》中，淫妇被描述为茵陈：
因為淫婦的嘴滴下蜂蜜；她的口比油更滑，至終卻苦似茵蔯，快如兩刃的刀。（箴言 5:3–4）

### 新约
希腊词“αψινθος”被译为英文“wormwood”，其中文正是“茵陈”，在新约圣经《启示录》中只被提及过一次：
第三位天使吹號，就有燒著的大星，好像火把從天上落下來，落在江河的三分之一和眾水的泉源上。這星名叫茵蔯。眾水的三分之一變為茵蔯；因水變苦，就死了許多人。（启示录 8:10–11）

## 解释
一些评论家认为，这颗“大星”代表了政治或教会历史上几个重要人物之一，其中马太·亨利提到了公元5世纪西罗马帝国的皇帝奥古斯都和在以弗所公会议上被视为异端的伯拉纠。其他一些圣经词典和注释书将该词解释为指代某种天界存在，例如《圣经词典》指出：名为「茵陈」的星，似乎象征一位强大的王子或空中强权，其坠落成为施行审判的工具。

### 历史主义者
部分人士将《启示录》第八章的经文与人类历史相连接起来。关于“茵陈”，一些历史主义解释者认为它象征了由阿提拉领导的匈人军队，也有一些人则将其指向异端祭司亞流、罗马皇帝君士坦丁、神学家俄利根或否认原罪教义的禁欲修士伯拉纠。

### 属灵意涵
新耶路撒冷教会根据圣经中其他提到苦胆和茵蔯的经文，对“茵蔯之星”作出属灵性的解释。该星象征地狱般的虚伪，他们的智慧由此而来。星使江河与泉源的水变苦，象征着对属灵真理的篡改，因为水在圣经中通常代表源自圣言的真理。

## 切尔诺贝利

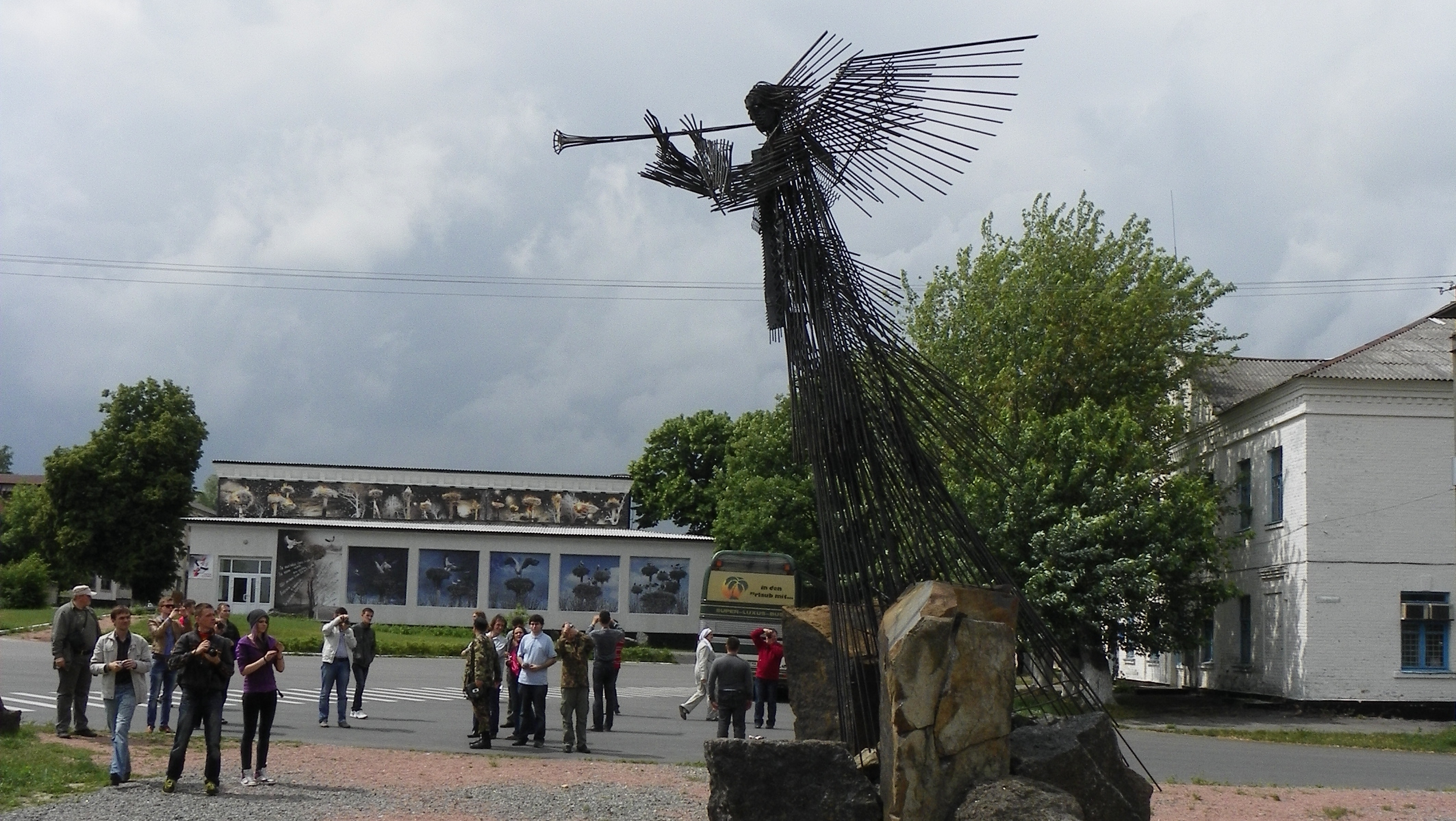
切尔诺贝利茵陈纪念碑上吹响号角的天使雕像

由于当地语言中“北艾”念作“chernobyl”，因此许多人将1986年的切尔诺贝利核事故难作为《启示录》中预言正确的确凿证据。圣经中提到的“一颗星星坠落，使水变苦”被解释为灾难产生的放射性尘埃污染了切尔诺贝利周围的环境。
在切尔诺贝利市中心，有一座茵陈纪念雕像，其形象是一位吹响号角的天使，让人想起圣经中的预言。